# Betet (Kasiman)
Betet is een bestuurslaag in het regentschap Bojonegoro van de provincie Oost-Java, Indonesië. Betet telt 2013 inwoners (volkstelling 2010).